# Joe Gordon
Joseph Lowell Gordon (ur. 18 lutego 1915, zm. 14 kwietnia 1978) – amerykański baseballista, który występował na pozycji drugobazowego przez 11 sezonów w Major League Baseball.
Gordon studiował na University of Oregon, gdzie w latach 1934–1935 grał w drużynie uniwersyteckiej Oregon Ducks; w 1934 grał również w futbol. W 1936 podpisał kontrakt jako wolny agent z New York Yankees, w którym zadebiutował 18 kwietnia 1938 w meczu przeciwko Boston Red Sox. Rok później po raz pierwszy wystąpił w Meczu Gwiazd.
Jako zawodnik New York Yankees czterokrotnie zwyciężał w World Series i został wybrany najbardziej wartościowym zawodnikiem w 1942 roku. Podczas II wojny światowej, w latach 1944–1945, służył w Siłach Powietrznych Armii Stanów Zjednoczonych. W październiku 1946 w ramach wymiany zawodników przeszedł do Cleveland Indians, z którym dwa lata później zwyciężył w World Series. Po zakończeniu kariery zawodniczej był między innymi menadżerem Cleveland Indians, Detroit Tigers, Kansas City Athletics i Kansas City Royals, a także skautem w Los Angeles Angels. Zmarł 14 kwietnia 1978 na zawał serca w wieku 63 lat. W 2009 został wybrany do Galerii Sław Baseballu.
| Nagroda/wyróżnienie         | Lata                                                 | Źródło |
| MVP American League         | 1942                                                 | [ 5 ]  |
| 9× All-Star                 | 1939, 1940, 1941, 1942, 1943, 1946, 1947, 1948, 1949 | [ 3 ]  |
| 5× zwycięzca w World Series | 1938, 1939, 1941, 1943, 1948                         | [ 5 ]  |
| Baseball Hall of Fame       | od 2009                                              | [ 7 ]  |